# Citadel van Mainz

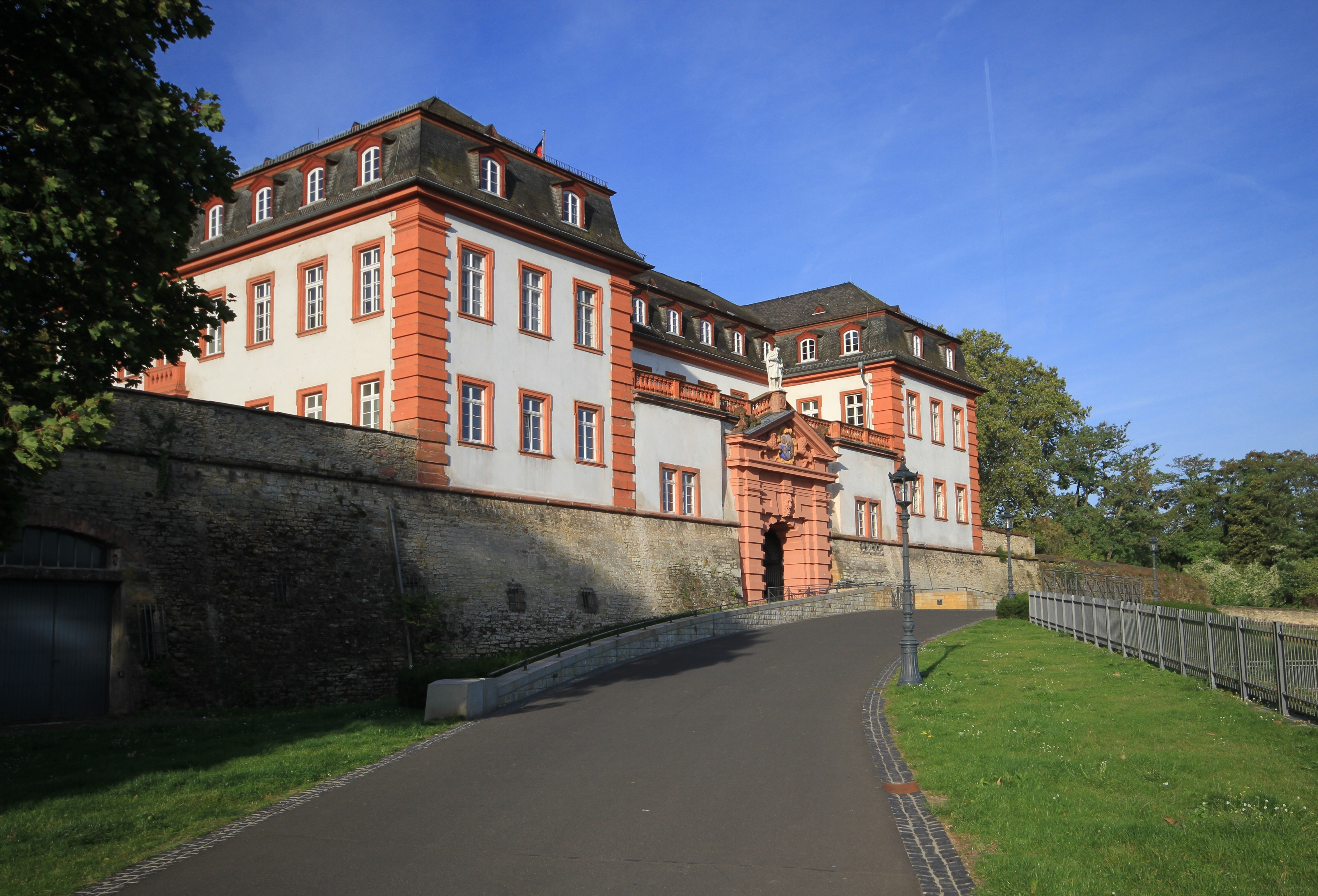
Citadel van Mainz: commandantengebouw

De Citadel van Mainz ligt op de Jakobsberg in Mainz, in de buurt van station Mainz Römisches Theater.
Het vestingswerk dat er nu staat werd in 1660 gebouwd als onderdeel van de Festung Mainz.
Na 1919 met het Verdrag van Versailles had de citadel geen militaire functie meer. In de Tweede Wereldoorlog is het gebruikt als schuilplaats tegen luchtaanvallen.
Sinds 1907 is het gebouw beschermd. De grachten aan de zuidzijde zijn sinds de jaren 1980 beschermd als landschap. Thans is de citadel eigendom van de stad Mainz en huisvest verscheidene kantoren. Sinds 1975 vindt elk jaar rond Pinksteren het OpenOhr Festival er plaats.